# 29 Великого Пса
29 Великого Пса (29 CMa, UW CMa) — зоря у сузір'ї Великого Пса. Класифікована як зоря типу β Ліри (затемнювана контактна подвійна система) та має відповідне позначення (UW Великого Пса). Її видима зоряна величина змінюється від +4,84m до +5,33m  з періодом 4,39 днів. Боде спочатку дав їй позначення τ2 Великого Пса, але від нього відмовився Гулд та наступні автори.
Головний компонент UW CMa A — рідкісний блакитний надгігант спектрального класу O7.5-8 Iab.
Точні характеристики зоряної системи досі не відомі, зокрема тому, що спектр другого компонента дуже важко відділити від спектру головного компонента й оточуючої оболонки зоряного вітру. Гіс із колегами виконав спектральне дослідження й визначив діаметр головного компонента на рівні 13 діаметрів Сонця. Зоря-супутник - UW CMa B - дещо холодніший, менш розвинений та тьмяніший надгігант спектрального типу O9.7Ib з діаметром 10 діаметрів Сонця. Яскравість головної зорі оцінено у 200 000 світностей Сонця, а другої — у 63 000 світностей Сонця. А от маса більша у другої зорі — 19 мас Сонця проти 16 у головної. Однак пізніший фотометричний аналіз виявив декілька комбінацій маси та світності, які відповідають спостережуваним даним, тому питання про розміри та маси зір залишається відкритим.
Виміри паралаксу дали відстань до зоряної системи у ~3000 св.р. від Землі, але це неочікувано близько для зір такого спектрального типу, враховуючи її видиму зоряну величину. Пізніші уточнені дані Гіппаркоса дали навіть ближчу відстань — ~2000 св.р. З іншого боку, зоря вважається віддаленим членом NGC 2362, що дає відстань до неї ~5000 св.р. і точніше відповідає очікуваній світності. Причини розбіжності в оцінках відстані є предметом подальшого дослідження.